# Ухтомська (платформа)
Ухтомська (рос. Ухтомская) — зупинний пункт Казанського/Рязанського напрямку Московської залізниці, у складі лінії МЦД-3, у місті Люберці Московської області. За північно-східною смугою відводу залізничної лінії проходить межа з Москвою (район Косино-Ухтомський). Перша платформа у Московській області на цьому напрямку.

## Історія
Платформа Подосинки відкрита в 1898 році, названа по сусідньому селу (з 1934 року входить до складу міста Люберці під назвою «Селище Ухтомського»). В 1918 році перейменована на честь учасника грудневого збройного повстання у Москві 1905 року машиніста О. В. Ухтомського.
У жовтні 2013 року на платформі у бік Москви були встановлені турнікети, у грудні того ж року вони з'явилися і на другій платформі. Також в ході реконструкції платформа була значно продовжена на захід.

## Опис
Зупинний пункт чотириколійний, з високими платформами, однією острівною і однією береговою. Платформи сполучені пішохідним мостом і частково закриті навісами смарагдового кольору. 
За 850 м на північний захід від платформи знаходиться станція метро «Лермонтовський проспект».
За III, IV коліями у південно-східного торця платформ починається станція Люберці I.

## Пересадки
- Автобуси: 722, 723, 747, 772; 1206к
- Маршуртки: 13, 72, 315